# 陳俞霖
陳俞霖（Chen Yu-lin，1985年10月21日—），台灣男子足球員，因出生於台南縣六甲鄉（今臺南市六甲區），暱稱「六甲」。陳俞霖最熟悉的位置是左後衛，他曾代表中華台北足球代表隊在2007年亞洲盃足球賽、2010年東亞足球錦標賽與2014年巴西世界盃外圍賽中出賽。
陳俞霖曾於2014年巴西世界盃亞洲區外圍賽時擔任國家隊的隊長。目前回母校高雄市大寮區中山工商擔任男足隊教練及普218乙體育老師（終身職），並同時繼續為高雄市台電隊外聘球員。

## 著作
《逐夢計畫─35個點夢成真的一句話》，〈踢出六甲足球魂〉，正中書局，2014年。